# Palmer Luckey
Palmer Freeman Luckey, född 19 september 1992, är en amerikansk entreprenör, mest känd som grundare av Oculus VR och skapare av Oculus Rift, en head-mounted display som ger användaren tillgång till virtuell verklighet. År 2016 rankades Luckey som nummer 22 på listan över USA:s rikaste företagare under 40.

## Barndom
Palmer Luckey växte upp i Long Beach i Kalifornien med sina två yngre systrar Ginger och Roxanne Luckey. Luckeys far var bilhandlare.
När han var ung blev han hemundervisad av sin mor, tog seglingskurser och hade ett intensivt intresse för elektronik och teknik. Han tog community college-kurser vid Golden West College och Long Beach City College. Han skrev och fungerade som online-redaktör för universitetets studentdrivna tidningen Daily 49er.

## Oculus VR
Luckey var frustrerad över bristfälligheten hos det befintliga utbudet av VR-glasögon. De flesta var dyra och opraktiska med låg kontrast, hög latens och smalt synfält. År 2009 började han experimentera med huvudmonterade skärmar. Han slutförde sin första prototyp, kallad PR1, vid 17 års ålder i sina föräldrars garage. Prototypen innehöll ett 90-graders synfält, låg latens och inbyggd haptisk feedback.
Luckey utvecklade en serie prototyper med 3D-stereoskopi, trådlöshet och 270 graders synfält samtidigt som storleken och vikten på hans prototyper minskade.
Han delade regelbundet med sig av sina framsteg på teknikforumet MTBS3D. 2014 köpte Facebook Oculus VR för två miljarder dollar. 2016 släppte företaget produkten Oculus Rift, VR-glasögon för virtuell verklighet. 

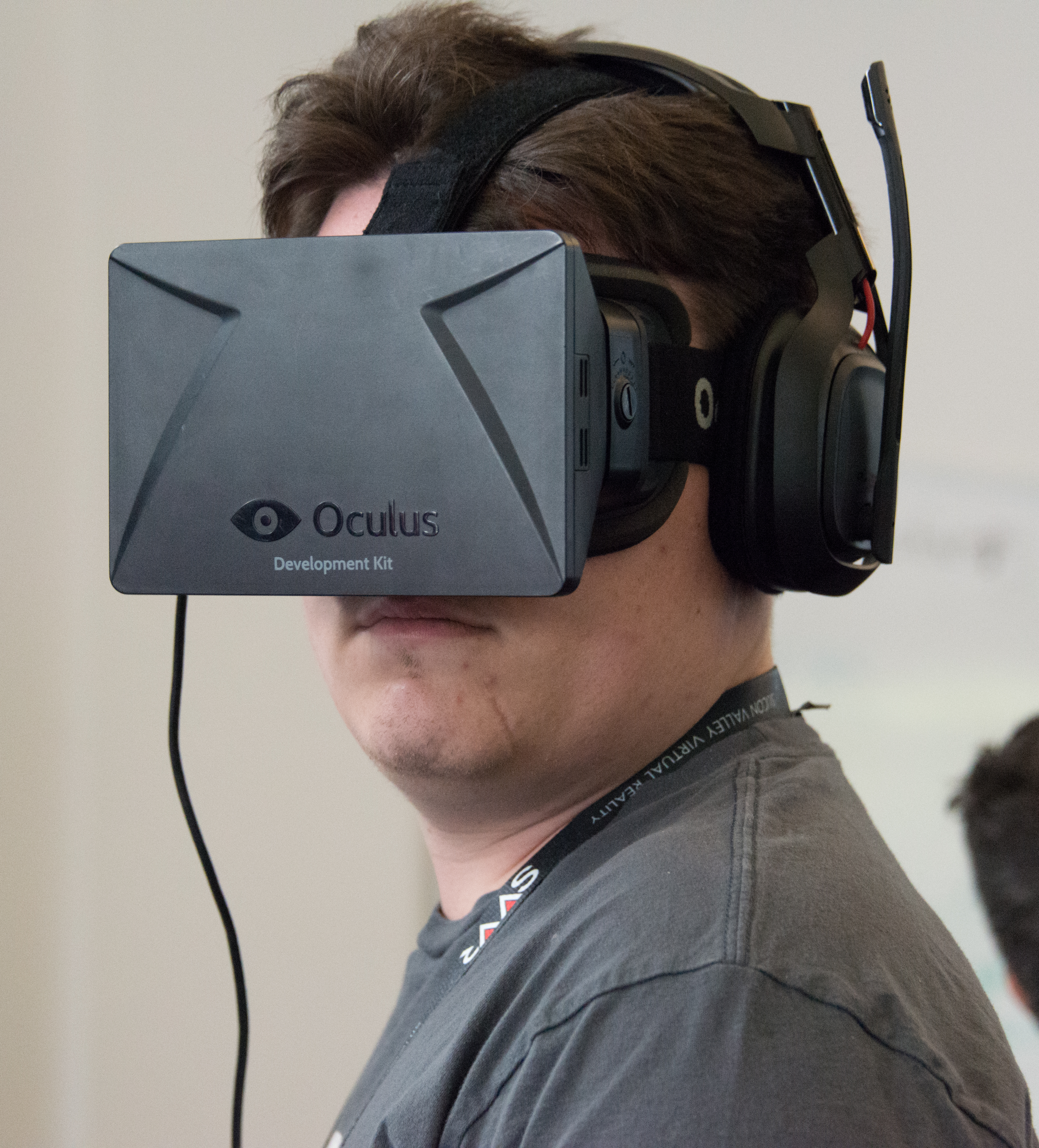
Palmer Luckey bär Oculus Rift DK1 under en demovisning på SVVR 2014.

Företaget har även samarbetat med Samsung för att utveckla Samsung Gear VR.